# Молоков, Василий Сергеевич
Васи́лий Серге́евич Мо́локов (1 (13) февраля 1895, с. Ирининское Московской губернии — 29 декабря 1982, Москва) — советский полярный лётчик и военачальник, участник операции по спасению экспедиции парохода «Челюскин» в 1934 году, один из семёрки первых Героев Советского Союза (20.04.1934). Генерал-майор авиации (4.06.1940).

## Биография

### Молодость и Гражданская война
Родился 1 (13) февраля 1895 года в селе Ирининское Подольского уезда Московской губернии (ныне село Молоково Ленинского района Московской области). Образования не получил, потому что после смерти отца в 1904 году пришлось работать для помощи семье. В этом году пришёл в Москву и работал мальчиком-посыльным в коробочной мастерской, с 1905 — подручный кузнеца в кузнице в Ирининском, с 1906 — молотобоец в слесарно-кузнечной мастерской в Москве. С 1910 года работал слесарем на фабрике Зимина.
В мае 1915 года был призван в Русский императорский флот. Служил матросом 2-го Балтийского флотского экипажа, затем стрелком морского батальона на острове Даго. В 1916 году переведён в морскую авиацию, был направлен помощником бортмеханика на 21-ю авиастанцию Балтийского флота на острове Дегербю (Финский залив), затем освоил специальность моториста морской авиации. В октябре 1917 года был направлен в школу авиамехаников при 22-й авиастанции в городе Або. Школу окончил в январе 1918 года.
В Красной Армии с января 1918 года, участник Гражданской войны в России. Весной 1918 года с всем личным составом авиастанции зачислен в 2-ю воздушную бригаду (Самара). Участвовал в боевых действиях против восставшего Чехословацкого корпуса. С июля 1918 года служил в Школе высшего пилотажа в Красном Селе. С личным составом школы участвовал в боевых действиях на нарвском направлении и в обороне Петрограда. С февраля 1919 года — механик Камского гидроавиаотряда 6-й армии, отряд базировался в Котласе. Совершал боевые вылеты в качестве бортмеханика на летающей лодке М-5 против белогвардейской Северной армии и англо-американских интервентов. С сентября 1919 года учился в Школе морской авиации в Нижнем Новгороде (позднее школа переведена в Самару).

### Служба в 1920-е годы
Окончил Объединённую школу морских лётчиков в Самаре в 1921 году. С июля 1921 года служил морским лётчиком в гидроавиаотряде Воздушных сил Балтийского моря (командир отряда Б. Г. Чухновский) в городе Ораниенбауме, затем лётчиком учебно-тренировочного гидроавиаотряда в Петрограде. В июле 1923 года направлен на учёбу в Высшую военную школу красных морских лётчиков имени Л. Д. Троцкого (Севастополь), по окончании в августе 1924 года оставлен в ней старшим инструктором, затем был командиром звена и отряда. Подготовил в Севастополе около 30 лётчиков, среди которых были будущие Герои Советского Союза Иван Доронин, Сигизмунд Леваневский и Анатолий Ляпидевский. Член ВКП(б) с 1925 года.
В октябре 1928 года его самого направили на учёбу, в 1929 году он окончил курсы усовершенствования при Военно-воздушной академии РККА имени проф. Жуковского. По окончании вернулся в Высшую школу красных морских лётчиков в Севастополь (в 1928 году из названия было исключено имя Троцкого, а в 1930 году школе было присвоено имя И. В. Сталина). В мае 1931 года зачислен в резерв РККА и направлен на работу в Гражданский воздушный флот. С 1931 года работал пилотом авиалинии Новосибирск — Омск — Свердловск.
С 1932 года — пилот и командир отряда полярной авиации Главного управления Севморпути. Первоначально работал на трассе Красноярск — Игарка, а в навигацию 1933 года летал на ледовую разведку морских трасс в морях Северного Ледовитого океана.

### Спасение челюскинцев и довоенное время
Когда в феврале 1934 года в Чукотском море был раздавлен льдами и погиб пароход «Челюскин», Молоков был срочно направлен во Владивосток на усиление отряда военных лётчиков Н. П. Каманина своим богатым полярным опытом. Вместе с другими лётчиками участвовал в экспедиции по спасению челюскинцев. Вывез со льдины больше всех спасённых — 39 человек — на двухместном самолёте Р-5. Предложил вывозить одновременно по 6 человек, приспособив для дополнительных пассажиров подвешенные под плоскостями фанерные парашютные ящики.
За мужество и героизм, проявленные при спасении челюскинцев, Постановлением ЦИК СССР от 20 апреля 1934 года семерым лётчикам, в том числе и В. С. Молокову, было присвоено специально учреждённое по этому случаю звание Героя Советского Союза. Когда позднее для Героев Советского Союза был введён знак особого отличия — медаль «Золотая Звезда», то ему она была вручена за № 3.
Продолжая работать в Главсевморпути, совершил в 1935 году на летающей лодке «Дорнье-Валь» выдающийся по тем временам перелёт по маршруту Красноярск—Киренск—Якутск—Нагаево—Нижнеколымск—Уэлен и обратно вдоль арктического побережья до Архангельска, открыв новую авиалинию через Восточную Сибирь и Камчатку. В 1936 году совершил полёт вдоль всего Арктического побережья СССР. В 1937 году участвовал в первой советской экспедиции на Северный полюс — в качестве командира экипажа самолёта ТБ-3 высаживал специалистов дрейфующей станции. Неоднократно представлял Советский Союз на авиационных выставках в Лондоне и Париже.
С февраля 1938 года — начальник Главного управления Гражданского воздушного флота СССР при Совнаркоме СССР. Во время советско-финской войны находился в действующей армии, отвечая за снабжение войск всеми необходимыми грузами самолётами Гражданской авиации. Под его руководством эту задачу выполняла спешно созданная группировка из более 1500 самолётов ТБ-3, Ли-2 и У-2. В 1940 году в составе советской правительственной делегации посетил Берлин.

### Великая Отечественная война
В первый год Великой Отечественной войны организовал работу гражданской авиации в интересах действующей армии. Выполнял целый ряд ответственных заданий. Так, по постановлению ГКО № 739с от 9 октября 1941 года назначен уполномоченным ГКО по созданию секретной авиаперегоночной трассы «Аляска-Сибирь» («Алсиб», форт Фэрбанкс (США) — Красноярск (СССР)). В апреле 1942 года Гражданский Воздушный Флот был передан в состав Военно-воздушных сил, должность Молокова была упразднена, а сам он выехал как уполномоченный Государственного Комитета Обороны в Сибирь проверять ход строительства авиатрассы. Короткий период с конца 1942 года был начальником Лётно-исследовательского института.
С мая 1943 года командовал 213-й ночной бомбардировочной авиационной дивизией на Западном фронте, с апреля 1944 — на 3-м Белорусском фронте. Дивизия под его командованием участвовала в Белорусской, Прибалтийской, Гумбиннен-Гольдапской, Восточно-Прусской наступательных операциях. Дивизия была удостоена почётного наименования «Витебская».

### После войны
После Победы ещё год командовал дивизией. С июня 1946 года — заместитель начальника Главного управления гидрометеорологической службы при Совете Министров СССР. С августа 1947 года генерал-майор авиации В. С. Молоков — в запасе.
Вернулся на работу в Гражданский Воздушный Флот, много лет был председателем Высшей квалификационной комиссии ГВФ.
Член ЦИК СССР в 1935—1937 годах. Депутат Верховного Совета СССР 1-го созыва (1937—1946).
Умер в 1982 году. Похоронен в Москве, на Кунцевском кладбище.
Сын Валерий (род. 03.10.1924), участник Великой Отечественной войны, окончил МВТУ имени Баумана, работал в области космонавтики. 

## Воинские звания
- Полковник (15.12.1936)
- Комбриг (22.02.1938)
- Комдив (9.02.1939)
- Генерал-майор авиации (4.06.1940)

## Награды
- Герой Советского Союза (20.04.1934)
- Три ордена Ленина (20.04.1934, 27.06.1937, 30.04.1945)
- Два ордена Красного Знамени (3.11.1944, 15.05.1945)
- Орден Суворова 2-й степени (19.04.1945)
- Орден Кутузова 2-й степени (22.07.1944)
- Орден Отечественной войны 1-й степени (12.12.1943)
- Орден Красной Звезды (19.09.1936)
- Медали СССР.

## Сочинения
- Как мы спасали челюскинцев / А. Ляпидевский, С. Леваневский, М. Слепнев, В. Молоков, Н. Каманин, М. Водопьянов, И. Доронин — М.: Редакция «Правды», 1934.
- Молоков В. На Уэллен // журнал «Вокруг света», № 7, июль 1934. стр.12-15
- Мы выполнили свой долг, вот и все! — М.: Молодая гвардия, 1935.
- Soviet civil aviation. — Moscow: Foreign Languages Publ. House, 1939.
- Три полета. — Л.: Изд-во Главсевморпути, 1939.
- Родное небо. — М.: Воениздат, 1977.[3]

## Память
- В 1934 году село Ирининское, в котором родился В. С. Молоков, переименовано в село Молоково. В 2012 году в районе новостроек села появилась улица Василия Молокова.
- В 1935 году была выпущена почтовая марка СССР, посвящённая Молокову.
- Памятник В. С. Молокову установлен в его родном селе 2 октября 2010 года в честь 115-й годовщины со дня рождения героя.
- Мыс Молокова на Земле Франца-Иосифа назван в честь полярного лётчика.
- Остров Молокова на реке Енисей, где находилась гидроавиабаза полярной авиации, носит имя В. С. Молокова.
- Именем «Василий Молоков» с 2005 года назван лайнер авиакомпании «КрасЭйр» Ту-214 (бортовой номер 64508).
- Самолёт «Василий Молоков» Ил-76ТД (бортовой номер RA-76363) находится в составе авиапарка МЧС России.
- В честь Героя Советского Союза Молокова Василия Сергеевича названа общеобразовательная школа номер 41 города Норильска Красноярского края.
- В Красноярске  в честь героя советского союза  Молокова Василия Сергеевича носит название  училище гражданской авиации

- Почтовый конверт России: Первые Герои Советского Союза: А. В. Ляпидевский, С. А. Леваневский, М. В. Водопьянов, В. С. Молоков, И. В. Доронин, М. Т. Слепнев, Н. П. Каманин.
- Почтовая марка СССР, 1935 год.

### Улицы
- Улицы Молокова есть в Москве, Красноярске, Адлере (Сочи), Екатеринбурге, Пензе, Ростове-на-Дону, Батайске (Ростовская область), с. Гыда (Тазовский район, Ямало-Ненецкий АО), Орше (Витебская область, Белоруссия), Караганде (Казахстан), Стаханове (Луганская область, Украина), Первомайске (Николаевская область, Украина).
- В Азове именем В. С. Молокова назван спуск (Постановление Администрации города от 27.12.2012 № 2672).
- В Таганроге именем В. С. Молокова с 1934 по 1957 год называлась улица (ныне улица Свободы).
- В посёлке Капканы (пригород Керчи) до 1957 года нынешняя улица Ватутина называлась улицей Молокова.
- В районе Тбилиси Надзаладеви есть улица Василия Молокова и тупик Молокова.

- Информационная табличка в Батайске

### В кино
- В советском фильме для детей «По следам героя» (1935) дети, восхищённые подвигом лётчиков, отправляются на встречу с Василием Молоковым, который сам сыграл роль в фильме.